# Alberico de Cister
Santo Alberico de Cister (Albericus Cassinensis), morreu em 26 de Janeiro de 1109, foi um eremita que, juntando-se a São Roberto de Molesme e Santo Estevão Harding fez parte da equipe monástica fundadora do que se tornou a Ordem de Cister.

## Vida
Alberico era um eremita na floresta de Collan, perto de Laignes, na Borgonha. Com cinco outros eremitas, ele convidou Roberto de Molesme para fundar com eles um novo mosteiro que cumprisse plenamente a Regra de São Benedito. Roberto guiou esses eremitas até a floresta de Molesme e fundou uma comunidade monástica lá em 1075. Em Molesme, Roberto serviu como abade enquanto Alberico era o prior. Este novo mosteiro atraiu muitos monges que se mostraram pouco fiéis à regra. Como resultado, a comunidade de Molesme foi dividida e os monges se opuseram a Roberto e Alberico. Roberto deixou o mosteiro duas vezes para retomar sua vida como eremita, e todas as vezes o Papa ordenou que ele se juntasse à comunidade.
Em 1093, Roberto deixou o mosteiro novamente, desta vez com Alberico e Estevão Harding. O bispo de Langres pediu a Alberico que voltasse a Molesme. Ele o fez, mas não fez nenhum progresso com os monges dissolutos. Em 1098, vinte e um monges deixaram Molesme para se juntar a Roberto, Alberico e Estevão, dando assim permissão a Roberto para fundar um novo mosteiro. Foi-lhes concedido um terreno numa região inóspita, permitindo assim a criação do mosteiro de Cister.
Inicialmente, Roberto era o abade de Claraval e Alberico o prior. Enquanto os monges de Molesme pediam que Roberto voltasse para eles, em 1100 Roberto deixou Cister e Alberico se tornou o novo abade. Sob Alberico, o governo beneditino tornou-se ainda mais austero. Ele introduziu o capuz branco no hábito dos monges, que se tornou seu símbolo distintivo nas representações.

### Solenidade
Liturgicamente, comemora-se em 26 de Janeiro dia de Santo Alberico.